# Szép lányok, ne sírjatok!
Szép lányok, ne sírjatok! è un film del 1970 diretto da Márta Mészáros.